# Wamos Air
Wamos Air (ursprünglich Air Pullmantur, danach von 2006 bis Dezember 2014 Pullmantur Air) ist eine spanische Charterfluggesellschaft mit Sitz in Madrid und Basis auf dem Flughafen Madrid-Barajas. Sie ist ein Tochterunternehmen der Royal Caribbean Cruises Ltd.

## Geschichte

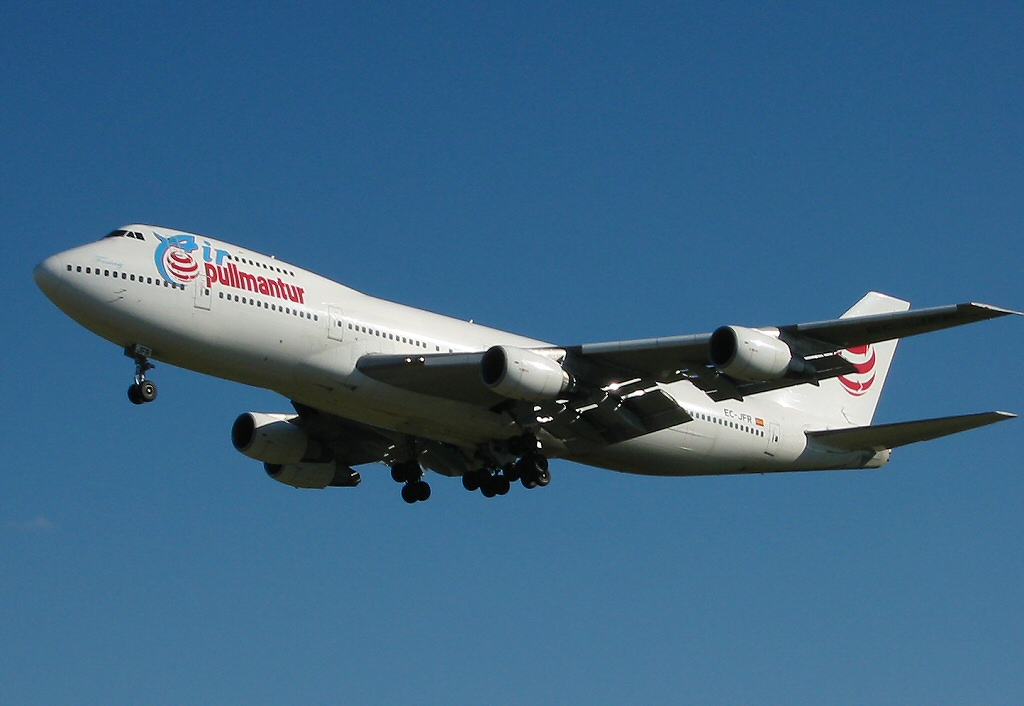
Eine Boeing 747-200 der Air Pullmantur.

Das Unternehmen wurde im Juni 2003 vom Touristikunternehmen Pullmantur gegründet, um mit Charterflügen Passagiere zu den Abfahrtshäfen der Schiffe des Marke zu transportieren. Der Betrieb wurde mit Maschinen des Typs Boeing 747-200 aufgenommen.
Die Fluggesellschaft gehörte bis zum Sommer 2006 zur spanischen Grupo Marsans und wurde dann vom Kreuzfahrtunternehmen Royal Caribbean Cruises übernommen. Zeitgleich erhielt die Marke den Namen Pullmantur Air.
Nachdem der europäische Flugverkehr nach dem Ausbruch des Eyjafjallajökull im April 2010 zunächst weitgehend für einige Tage eingestellt und dann wieder aufgenommen worden war, setzte der deutsche Touristikkonzern TUI eine der 747-400 ein, um eine große Anzahl von Urlaubern von Teneriffa nach Salzburg zu fliegen.
Im Jahr 2014 verkaufte Royal Caribbean Cruises sein nicht zum Kreuzfahrtmarkt gehörendes Geschäft und damit auch Pullmantur Air zu 81 Prozent an Springwater Capital, das daraufhin von der Marke Pullmantur getrennt, im Dezember des Jahres in Wamos Air umbenannt wurde und ein neues Corporate Design erhielt.
Im Mai 2015 wurde bekannt, dass Wamos Air und Lufthansa Technik den Vertrag für die Reparaturen und Überholungen an den Flugzeugen verlängern werden. Bereits seit 2003 kooperieren die beiden Unternehmen miteinander.
Im Jahr 2017 übernahm sie Langstreckenflüge im Wet-Lease für Air Berlin.

## Flugziele
Wamos Air bietet hauptsächlich Charterflüge zu Zielen in der Karibik an, beispielsweise nach Cancún. Zudem werden auch Zubringerflüge für Passagiere der Kreuzfahrten der Royal Caribbean Cruises Ltd. durchgeführt. Diese Zubringerflüge erfolgen zum Flughafen Rostock-Laage.
Im Juni 2022 wurde bekannt gegeben, dass Wamos Air die Linienflüge einstellen wird und sich künftig wieder auf Charter- und ACMI-Dienstleistungen sowie Frachtflüge konzentrieren wird. Den Flugbetrieb zwischen Madrid und Cancun sowie Punta Cana übernimmt Iberojet.

## Flotte

### Aktuelle Flotte

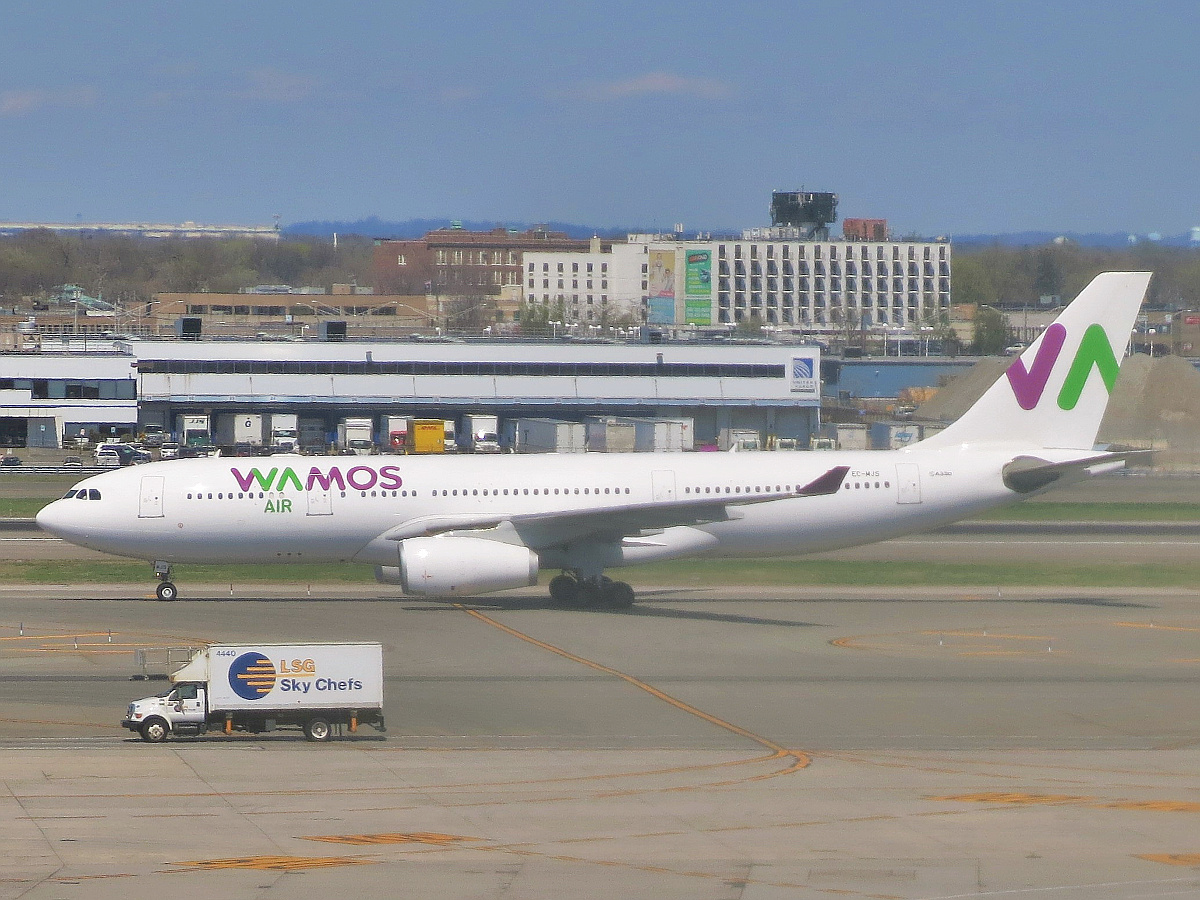
Ein Airbus A330-200 der Wamos Air

Mit Stand April 2025 besteht die Flotte der Wamos Air aus 13 Flugzeugen mit einem Durchschnittsalter von 15,9 Jahren:
| Flugzeugtyp     | aktiv | bestellt | Anmerkungen                                               | Sitzplätze (Business/Eco+/Eco)                                                          | Durchschnittsalter |
| --------------- | ----- | -------- | --------------------------------------------------------- | --------------------------------------------------------------------------------------- | ------------------ |
| Airbus A330-200 | 05    |          | einer inaktiv                                             | 297 (24/-/273) 288 (20/-/268) 280 (20/-/260)                                            | 17,0 Jahre         |
| Airbus A330-300 | 08    |          | einer inaktiv; sechs betrieben für Saudi Arabian Airlines | 408 (-/-/408) 391 (6/-/385) 386 (12/-/374) 375 (-/-/375) 285 (30/-/255) 246 (31/48/185) | 15,2 Jahre         |
| Gesamt          | 13    | -        |                                                           |                                                                                         | 15,9 Jahre         |

### Ehemalige Flugzeugtypen
- Boeing 747-400